# Гравітон
Гравіто́н — гіпотетичний квант гравітації — безмасова елементарна частинка без електричного заряду зі спіном 2 і двома можливими напрямами поляризації.
Незважаючи на відсутність в наш час повноцінної теорії квантової гравітації, можливе квантування слабких збурень заданого гравітаційного поля. В рамках такої лінеаризованої теорії елементарним збудженням є гравітон — безмасовий квант поля спіральності 2. В результаті надзвичайної слабкості гравітаційної взаємодії, експериментальне виявлення окремих гравітонів в наш час (2019) не є можливим.